# فلافورد فلاول
فلافورد فلاول (به انگلیسی: Flyford Flavell) یک روستا و محله مدنی در بریتانیا است که در Wychavon واقع شده‌است.